# Wüstenrosen
Die Wüstenrosen (Adenium) sind eine Pflanzengattung aus der Familie der Hundsgiftgewächse (Apocynaceae). Die auch „Wüstenrose“ genannte Art Adenium obesum findet als Zimmerpflanze für sonnige Fenster Verwendung; oft wird sie dazu auf Oleander aufgepfropft.

## Beschreibung

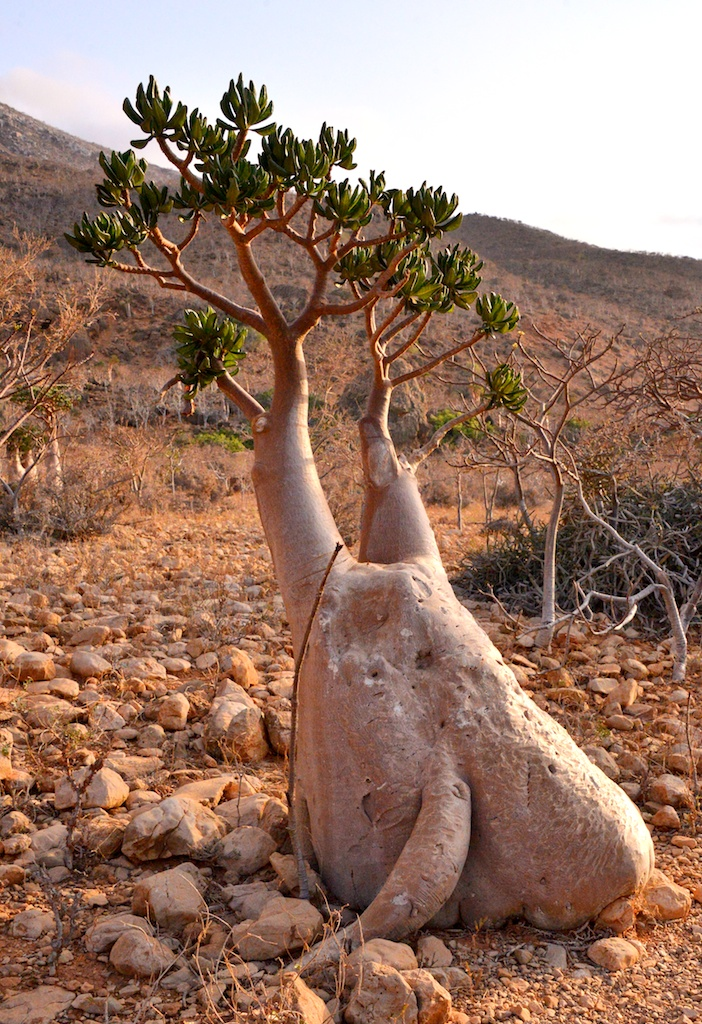
Adenium obesum auf Sokotra

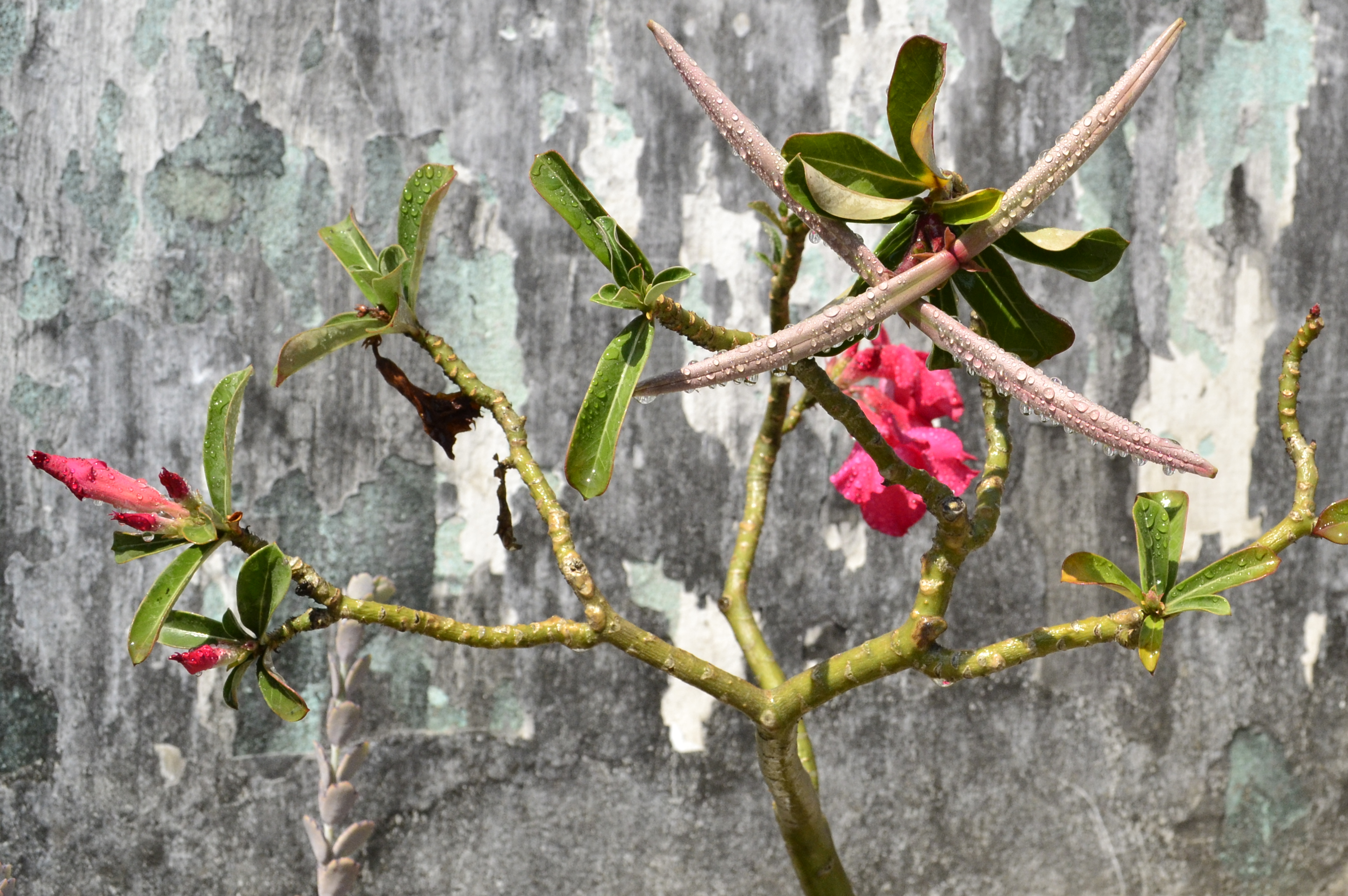
Adenium obesum mit Früchten

Die Wüstenrosen sind stammsukkulente halbimmergrüne bis immergrüne Pflanzen; sie wachsen als Sträucher und bilden verdickte Stämme (Caudex) aus. Sie erreichen Wuchshöhen von bis 5 Meter und Stammdurchmesser von bis zu 2 Meter. Wüstenrosen-Arten wachsen langsam und können mehrere hundert Jahre alt werden. Die spiralig angeordneten und gehäuft am Triebende stehenden Laubblätter sind ledrig, ungeteilt und etwa 5 bis 15 Zentimeter lang. 
An endständigen Blütenständen sitzen die Blüten. Die zwittrigen, leicht zygomorphen Blüten sind fünfzählig mit doppelter Blütenhülle. Die fünf Kronblätter sind röhrig bis glockenförmig verwachsen, sie sind meist rosa bis rot gefärbt. Die Staubblätter besitzen lange Anhängsel. Die zwei Fruchtblätter sind oberständig. Es werden lange, schmal röhrige Balgfrüchte gebildet. Die Samen haben auffallenderweise zwei Kränze von Flughaaren, einem am oberen und einen am unteren Ende.

## Verbreitung
Die Wüstenrosen sind in Afrika und in Arabien heimisch.
Sie wachsen bevorzugt in semiaridem Klima.

## Systematik

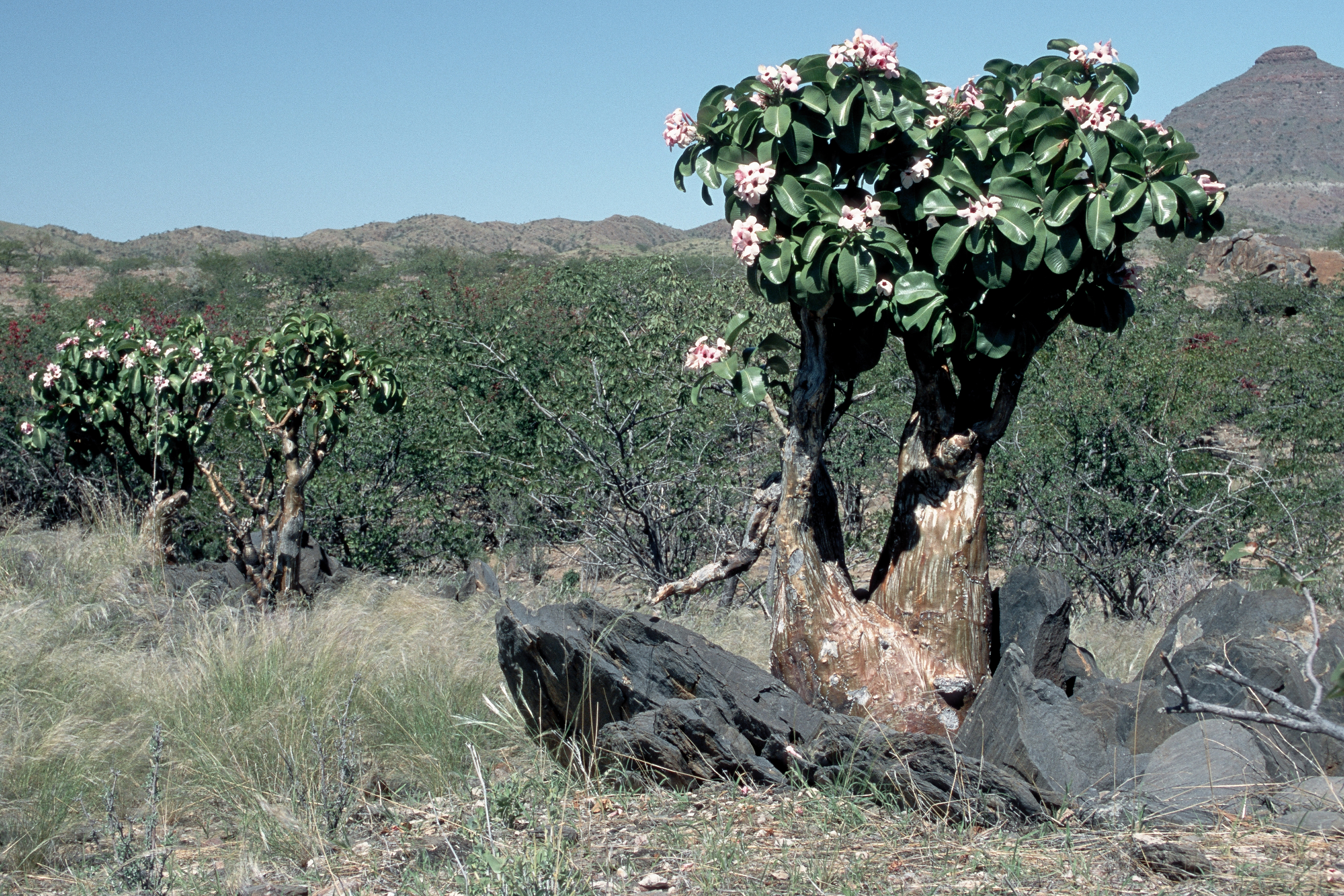
Adenium boehmianum

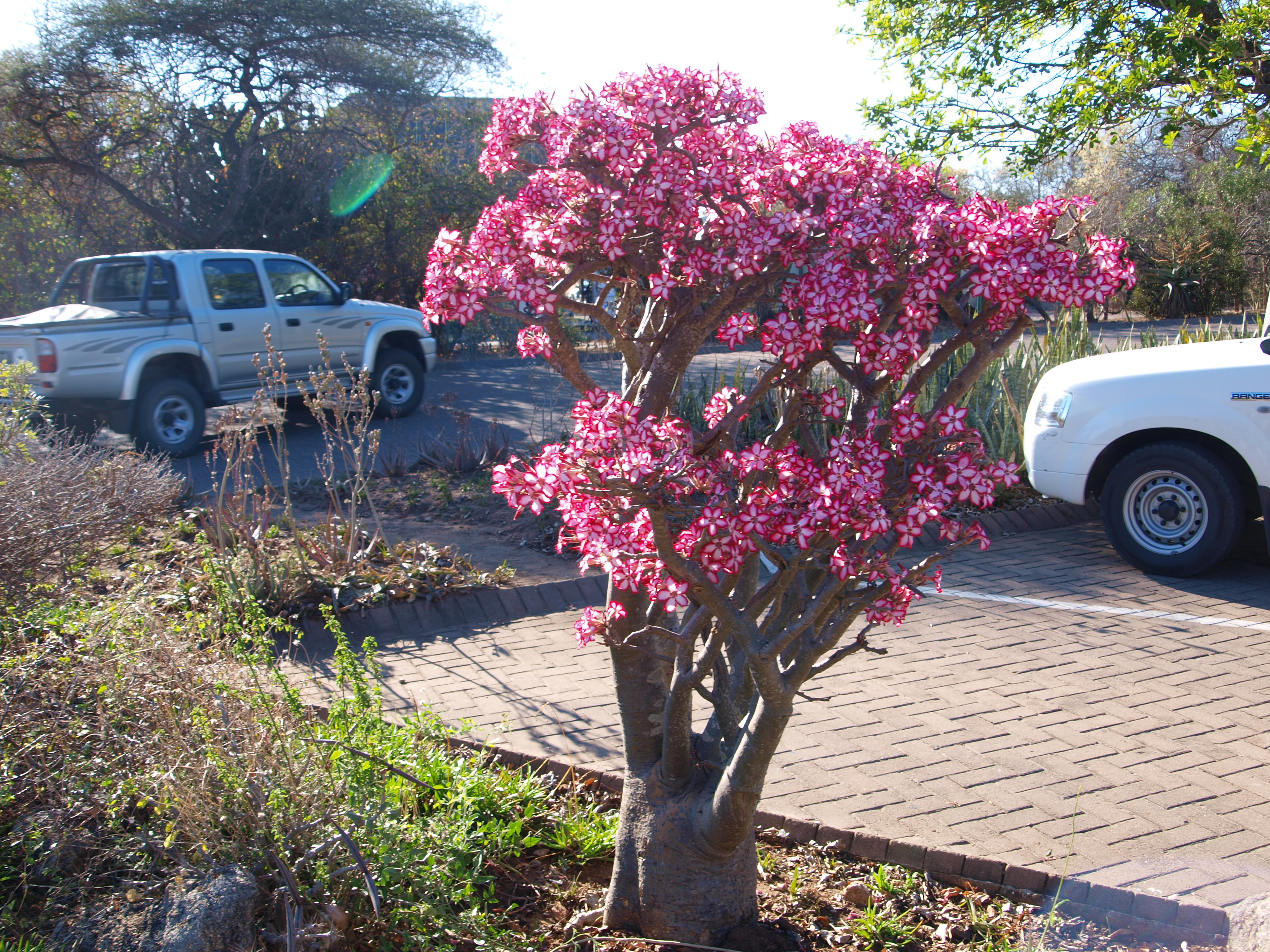
Adenium multiflorum

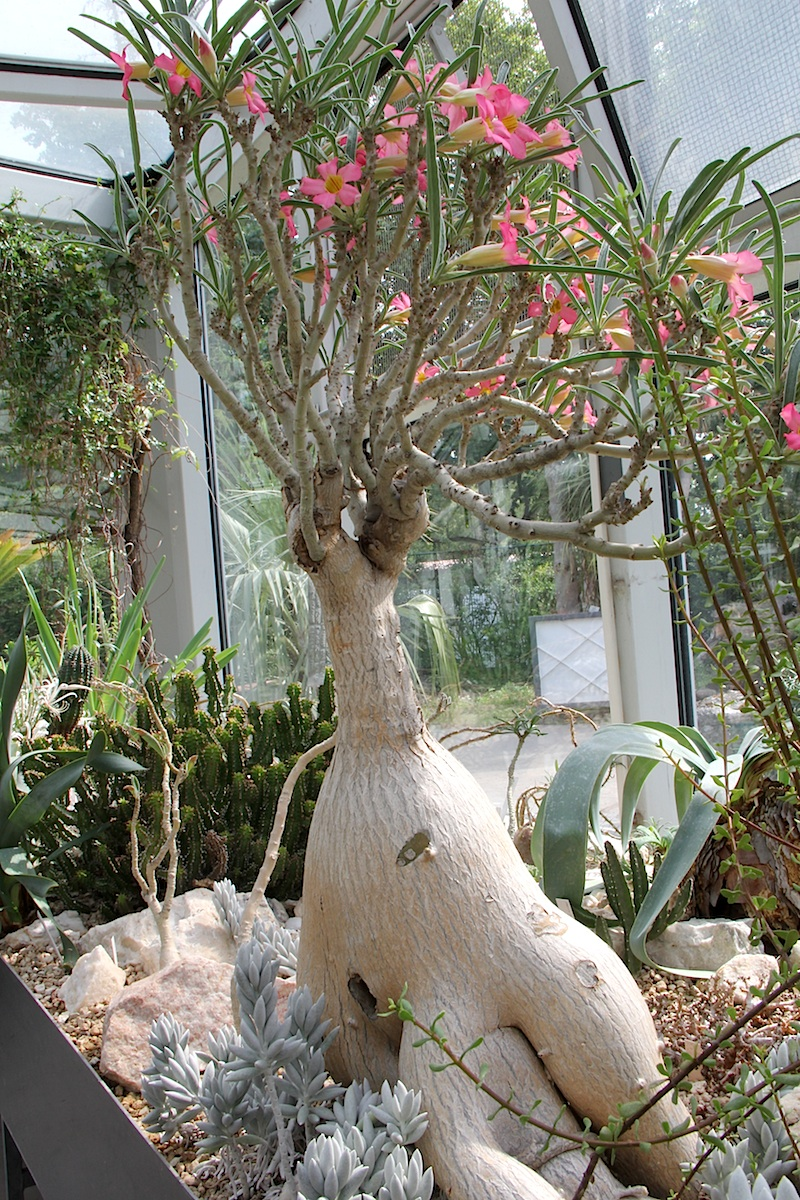
Ölbaumblättrige Wüstenrose (Adenium oleifolium)

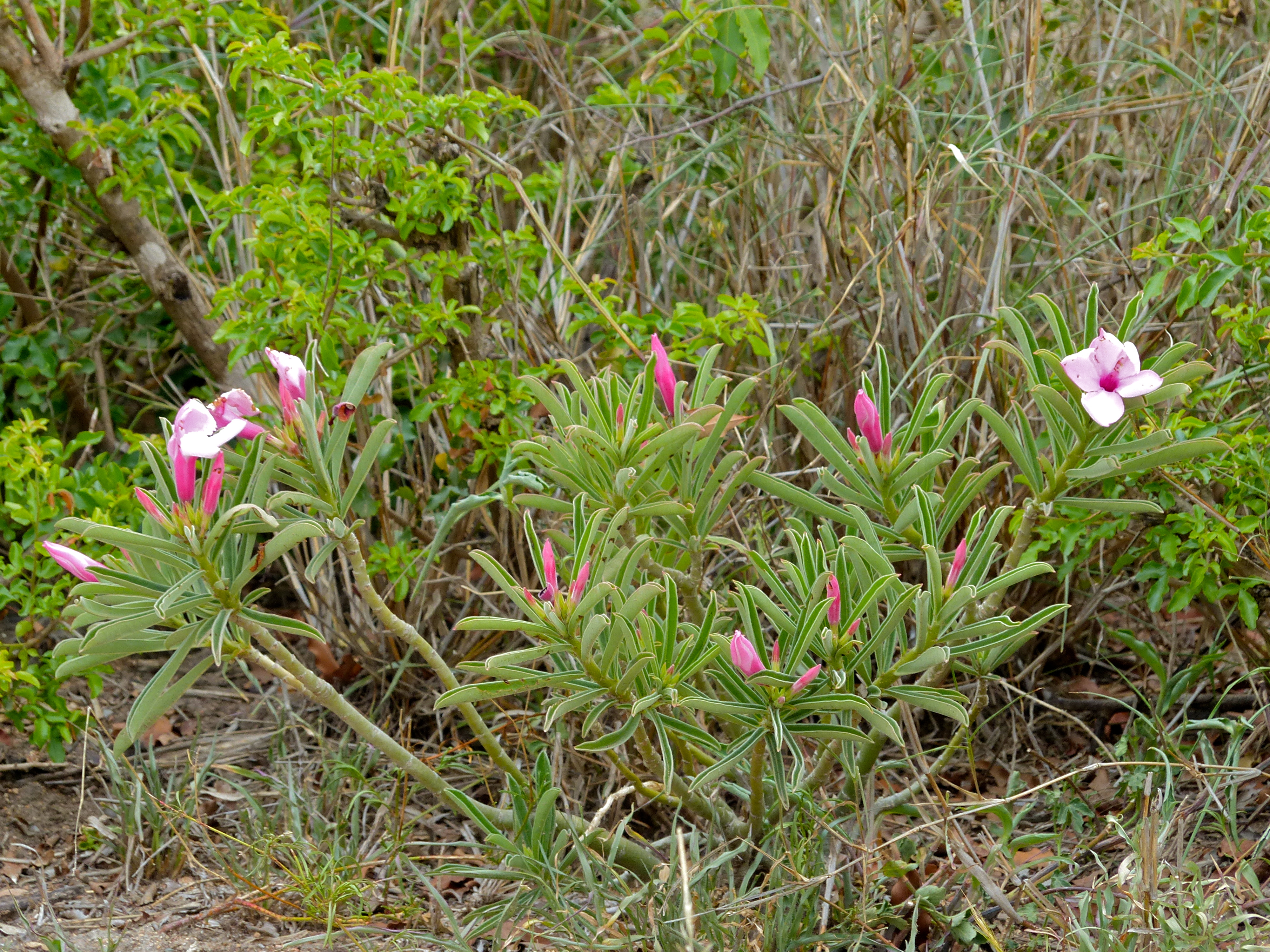
Schmalblättrige Wüstenrose (Adenium swazicum)

Die Wüstenrosen (Adenium) werden in die Unterfamilie der Apocynoideae gestellt. Bei weiterer Unterteilung der Unterfamilie wird die Gattung dem Tribus Wrightieae zugeordnet. Die Erstbeschreibung durch die Botaniker Johann Jacob Römer und Josef August Schultes ist 1819 veröffentlicht worden.
Die Systematik innerhalb der Gattung wurde sehr unterschiedlich gesehen. Teils wurden in der Gattung vier, fünf oder bis zu 15 Arten unterschieden, teils wurde die Gattung jedoch auch als monotypisch mit der einzigen Art Adenium obesum und vielen Unterarten angesehen. Gemäß der aktuellen Artenauflistung nach Kew Checklists wurden 2008 folgende sechs Arten unterschieden, wobei neben dem botanischen Autorkürzel auch die Veröffentlichung mit Erscheinungsjahr der Erstbeschreibung und das Verbreitungsgebiet angegeben ist:
- Adenium boehmianum Schinz Verhandlungen des Botanischen Vereins der Provinz Brandenburg und die angrenzenden Länder, Band 30, S. 259 (1888) (Syn.: Adenium obesum subsp. boehmianum (Schinz) G.D.Rowley): Sie kommt vom südlichen Angola bis ins nordwestliche und zentrale Namibia vor.[3]
- Adenium dhofarense Rzepecky Cactus and Succulent Journal (Los Angeles) Band 87, S. 131 (2015): Sie wurde 2015 aus dem südlichen Oman erstbeschrieben.[3]
- Adenium multiflorum Klotzsch in W.C.H.Peters, Naturwissenschaftliche Reise nach Mossambique, Band 6, S. 279 (1861): Sie kommt im südlichen tropischen und im südlichen Afrika vor.[3]
- Adenium obesum (Forssk.) Roemer & Schultes, Systema Vegetabilium, Band 4: 411 (1819) – kurz „Wüstenrose“ genannt[4]: Die Art kommt vom tropischen Westafrika bis Tansania und zur Arabischen Halbinsel und auch auf Sokotra vor.[3]
- Ölbaumblättrige Wüstenrose[5]  (Adenium oleifolium Stapf Bulletin of Miscellaneous Information, Royal Gardens, Kew 1907. S. 53 (1907), Syn.: Adenium obesum subsp. oleifolium (Stapf) G.D.Rowley): Sie kommt im südlichen Afrika vor.[3]
- Schmalblättrige Wüstenrose[5]  (Adenium swazicum Stapf Bulletin of Miscellaneous Information, Royal Gardens, Kew 1907, S. 53 (1907), Syn.: Adenium obesum subsp. swazicum (Stapf) G.D.Rowley): Sie kommt vom südlichen Mosambik bis zum südlichen Afrika vor.[3]

Nach der Auffassung von Gordon Douglas Rowley gehören die vorstehenden Arten (ohne Adenium dhofarense) als Unterarten zur Art Adenium obesum. Die Gattung Adenium ist dann monotypisch. Rowley unterscheidet die folgenden Unterarten:
- Gewöhnliche Wüstenrose[5]  (Adenium obesum subsp. obesum)
- Adenium obesum subsp. boehmianum (Schinz) G.D.Rowley
- Ölbaumblättrige Wüstenrose[5]  (Adenium obesum subsp. oleifolium (Stapf) G.D.Rowley)
- Adenium obesum subsp. socotranum (Vierh.) Lavranos
- Somalische Wüstenrose[5]  (Adenium obesum subsp. somalense (Balf.f.) G.D.Rowley)
- Schmalblättrige Wüstenrose[5]  (Adenium obesum subsp. swazicum (Stapf) G.D.Rowley)